# マスカラ・アニョ・ドスミル
ヘスス・レジェス・ゴンザレス（Jesus Reyes González、1958年3月10日 - ）は、メキシコ・ハリスコ州ラゴス・デ・モレノ出身の男性プロレスラー。
リングネーム「マスカラ・アニョ・ドスミル」で知られる。CMLL所属。
兄がシエン・カラス、弟にウニベルソ・ドスミル。

## 来歴
ディアブロ・ベラスコにルチャを学び、1977年11月27日にコアウイラ州トレオンで「ティタン（タイタン）」のマスクマンでデビュー。のちに現在の「マスカラ・アニョ・ドスミル」のリングネームになる。1980年代はEMLLでは活躍。1982年4月2日にアレナ・メヒコでデビッド・モーガンを破りNWA世界ライトヘビー級王座を奪取。3兄弟で「エルマノノス・ディナミテ」を結成。1986年4月16日にクエルナバカで兄のシエン・カラスと組んでラヨ・デ・ハリスコ・ジュニア、トニー・ベネット組を破りメキシコナショナルタッグチーム王座を奪取。1991年8月1日には、3兄弟でオクタゴン、アトランティス、マスカラ・サグラダ組を破りメキシコナショナルトリオ王座を獲得した。
1992年5月にアントニオ・ペーニャのAAAの旗揚げに3兄弟共々参加。1993年4月30日にコントラ・マッチでペロ・アグアヨに破れ素顔になる。
1996年再びCMLLに復帰。インディー団体IWRGなどへの転戦を経て2010年5月より再びCMLLを拠点とする。

## 得意技
- スモールパッケージホールド

## 獲得タイトル
- NWA世界ライトヘビー級王座
- メキシコナショナルタッグチーム王座（w/ シエン・カラス）
- メキシコナショナルトリオ王座（w / シエア・カラス&ウニベルソ・ドスミル）
- IWC世界ヘビー級王座